# Gallinago undulata
Il beccacino gigante (Gallinago undulata, Boddaert 1783) è un uccello della famiglia degli Scolopacidae dell'ordine dei Charadriiformes.

## Sistematica
Gallinago undulata ha due sottospecie:
- G. undulata gigantea
- G. undulata undulata

## Distribuzione e habitat
La sottospecie undulata vive in Colombia, Venezuela, Suriname, Guyana, Guyana francese e nel Brasile nord-orientale; la sottospecie gigantea vive invece nella Bolivia e nel Paraguay orientali, nel Brasile sud-orientale, nell'Argentina settentrionale e forse anche in Uruguay.